# Унтершехен
Унтершехен (нім. Unterschächen) — громада  в Швейцарії в кантоні Урі.

## Географія
Громада розташована на відстані близько 105 км на схід від Берна, 11 км на схід від Альтдорфа.
Унтершехен має площу 80,3 км², з яких на 0,8% дозволяється будівництво (житлове та будівництво доріг), 38,7% використовуються в сільськогосподарських цілях, 11,4% зайнято лісами, 49,2% не є продуктивними (річки, льодовики або гори).

## Демографія
2019 року в громаді мешкало 702 особи (+0,1% порівняно з 2010 роком), іноземців було 0,9%. Густота населення становила 9 осіб/км².
За віковим діапазоном населення розподілялося таким чином: 24,5% — особи молодші 20 років, 58,4% — особи у віці 20—64 років, 17,1% — особи у віці 65 років та старші. Було 266 помешкань (у середньому 2,6 особи в помешканні).
Із загальної кількості 196 працюючих 111 був зайнятий в первинному секторі, 15 — в обробній промисловості, 70 — в галузі послуг.